# اشتاینر (میسیسیپی)
اشتاینر (به انگلیسی: Steiner) یک منطقهٔ مسکونی در ایالات متحده آمریکا است که در شهرستان سانفلاور، میسیسیپی واقع شده‌است. اشتاینر ۴۱٫۱۵ متر بالاتر از سطح دریا واقع شده‌است.